# Lecanodiaspis greeni
Lecanodiaspis greeni är en insektsart som först beskrevs av Takahashi 1950.  Lecanodiaspis greeni ingår i släktet Lecanodiaspis och familjen Lecanodiaspididae. Inga underarter finns listade i Catalogue of Life.